# Степанян Роза Вартанівна
Роза Вартанівна Степанян (1925 — ?) — ланкова колгоспу села Айгезард Арташатського району Вірменської РСР. Герой Соціалістичної Праці (30.04.1966).

## Біографія
Народилася в 1925 році в селі Даргалу Ериванського повіту Вірменської РСР, нині – Араратській області Вірменії. Вірменка.
Роза рано почала трудову діяльність. Відразу після закінчення сільської школи в роки Другої світової війни вступила до місцевого виноградарського колгоспу ордена Трудового Червоного Прапора імені Паризької комуни. 
У цьому колгоспі Роза Вартанівна протягом двох десятиліть працювала на виноградних плантаціях, розташованих в Араратській долині, наполегливо переймала досвід у колгоспних виноградарів, шестеро з яких були Героями Соціалістичної Праці на чолі з головою колгоспу Г. П. Хачатряном.
Пізніше Р.В. Степанян очолила виноградарську ланку, яка за підсумками роботи в 7-й семирічці (1959-1965) отримала найвищі врожаї винограду в колгоспі, який уже очолював голова А.М. Саркісян.
Указом Президії Верховної Ради СРСР від 30 квітня 1966 року за успіхи, досягнуті в збільшенні виробництва і заготівель картоплі, овочів, плодів і винограду, Степанян Розі Вартанівні присвоєно звання Героя Соціалістичної Праці з врученням ордена Леніна і золотої медалі «Серп і Молот».
У наступні роки 8-ї п'ятирічки (1966-1970) трудівники її ланки села Айгезард продовжували утримувати першість по урожаю сонячної ягоди і вийшли переможцями у соціалістичному змаганні серед виноградарів Вірменської РСР.
Неодноразова учасниця Виставки досягнень народного господарства (ВДНГ). 
Проживала у рідному селі Айґезард (до 1957 року – Анастасаван, до 1949 року – Даргалу).

## Нагороди
- Золота медаль «Серп і Молот» (30.04.1966)
- орден Леніна (30.04.1966)

- Медаль «В ознаменування 100-річчя з дня народження Володимира Ілліча Леніна»
- Медаль «За доблесну працю у Великій Вітчизняній війні 1941—1945 рр.»
- медалі Виставки досягнень народного господарства (ВДНГ)
- та іншими